# Cebulówka (szczyt)

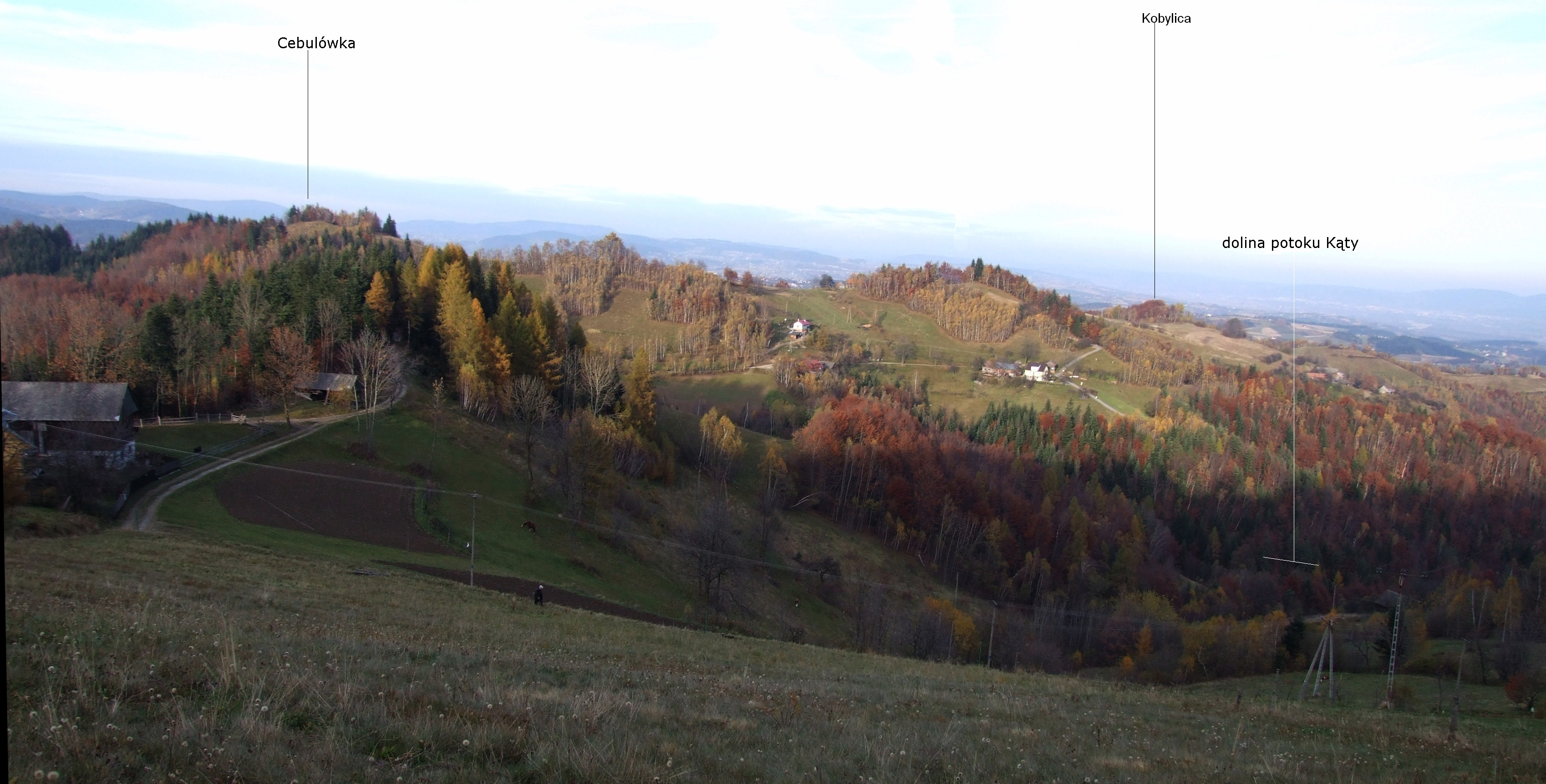
Cebulówka i jej boczny grzbiet

Cebulówka (741 m n.p.m.), Jaworzynka – szczyt górski w Beskidzie Sądeckim.

## Topografia
Masyw Cebulówki rozpoczyna na północnym zachodzie główny grzbiet Pasma Radziejowej. Jest zwornikiem dla dwóch grzbietów:
- północno-zachodni, który poprzez Czuboń, Granice i Zawodzkie Wierchy opada do Dunajca w Łącku;
- wschodni, który poprzez Kobylicę (Łysą Górę) opada do Dunajca w Maszkowicach. W masyw Cebulówki wcinają się dolinki trzech potoków: Polanicki Potok, Złotne i Brzynka.

Stoki i grzbiety Cebulówki są, ogólnie rzecz biorąc, częściowo porośnięte lasem, przy czym las występuje przeważnie w dolinach spływających po zboczach potoków. Po masywie rozproszone są zabudowania licznych przysiółków należących do okolicznych miejscowości: Łącka, Maszkowic, Brzyny, Zarzecza. Przez szczyt Cebulówki i jej północno-zachodni grzbiet biegnie granica między Łąckiem i Zarzeczem w województwie małopolskim, w powiecie nowosądeckim, w gminie Łącko.
Z Jazowska mostem przez Dunajec i wieś Brzyna prowadzi na Cebulówkę lokalna droga, w końcowym odcinku wąska i bardzo stroma. Z górnego odcinka tej drogi, jak również z otwartych przestrzeni pól uprawnych i łąk wokół wierzchołka Cebulówki roztacza się szeroka panorama widokowa, przy dobrej widoczności obejmująca również Tatry.

## Szlak turystyki pieszej
Z Łącka promem przez Dunajec i północno-zachodnim grzbietem Cebulówki, przeważnie odkrytym, prowadzi żółty szlak turystyczny. Omija wierzchołek Cebulówki odkrytym terenem.
 żółty: Łącko – przeprawa promowa przez Dunajec – Cebulówka – Okrąglica Północna – Koziarz – Przełęcz pod Koziarzem – Błyszcz – przełęcz Złotne – Dzwonkówka – Szczawnica.